# Chipping Sodbury
Chipping Sodbury est une ville anglaise située dans l'autorité unitaire du South Gloucestershire. En 2011, sa population était de 5 045 habitants.

## Source de la traduction
- (en) Cet article est partiellement ou en totalité issu de l’article de Wikipédia en anglais intitulé « Chipping Sodbury » (voir la liste des auteurs).